# フォグホーン・レグホーン
フォグホーン・レグホーン（Foghorn Leghorn）は、ルーニー・テューンズのキャラクター。

## 概要
フォグホーンは鶏のオンドリがモデルであり、ロバート・マッキムソンとウォーレン・フォスターによって作られたキャラクターである。
アメリカン・アニメーションの黄金時代には1946年から1964年まで29本の短編アニメに出演、その29本はマッキムソンが監督した作品である。
フォグホーン・レグホーンが初めて登場したのは、『かわいい子には旅を（Walky Talky Hawky）』である。性格はかなり大柄で、とてもお喋りでジョークも言うしギャグも言う。フォグホーンがいつも口ずさんでいる歌は、スティーブン・フォスター作曲の「草競馬」である。バーンヤードにはいつも、ちょっかいを出している。彼の口癖は『そりゃお前』である。
フォグホーンの家族には孫がおり、父は死亡している。

### その後
- ロジャー・ラビットでカメオ出演
- タイニートゥーンズでは、野球のコーチなどを担当。
- スペース・ジャム及び続編のスペース・プレイヤーズでは、Tune Squadのメンバーとして参加している。
- ベビー・ルーニー・テューンズでは、幼児化したフォグホーンがミュージック・ビデオで登場。
- ルーニー・テューンズ:バック・イン・アクションに出演。
- ルーニー・テューンズ・ショーに出演。
- 新 ルーニー・テューンズに出演。

## 声優
英語版
- メル・ブランク（1946年 - 1989年）
- ジェフ・バーグマン（タイニー・トゥーンズ、ルーニー・テューンズ・ショー、新 ルーニー・テューンズ、 Looney Tunes Cartoonsなど）
- グレッグ・バーソン（タイニー・トゥーンズ、キャロットブランカ、スペース・ジャム（一部のシーン）など）
- ジョー・アラスキー（The Toonite Show Starring Bugs Bunny、Bah, Humduck！A Looney Tunes Christmas）
- ビル・ファーマー（スペース・ジャム（一部のシーン）など）
- フランク・ゴ－シン（スーパー・ダックなど）
- ビリー・ウェスト（シルベスター&トゥイーティー ミステリー）
- ジェフ・ベネット（トゥイーティーのフライングアドベンチャー 80日間世界一周大冒険、ルーニー・テューンズ:バック・イン・アクションなど）
- スコット・マクニール（ベビー・ルーニー・テューンズ）
- モーリス・ラマルシュ（Looney Tunes: Acme Arsenal）
- デイモン・ジョーンズ（ルーニー・テューンズ・ショー（歌声のみ））
- スコット・イネス（アメリカ版ブーメランのバンパー）
- エリック・バウザ（Looney Tunes: World of Mayhem）

日本語版
- 滝口順平(「バックス・バニーのゆかいな仲間たち）
- 村越伊知郎(「バックス・バニーのゆかいな仲間たち」スペシャル)
- 石丸博也(バッグス・バニー・スーパースター)
- 玄田哲章（バッグス・バニーのぶっちぎりステージ 以降）